# ناحیه ارمناز
ناحیه ارمناز (به عربی: ناحیة أرمناز) یک ناحیه در سوریه است که در منطقه حارم واقع شده‌است. ناحیه ارمناز ۲۷٬۲۶۷ نفر جمعیت دارد.